# Råbelövsbanan

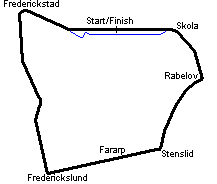
Kristianstad Circuit

De Råbelövsbanan was een stratencircuit in Zweden.
De Råbelövsbanan lag in de provincie Skåne ongeveer 5 kilometer ten noorden van Kristianstad en ongeveer 100 kilometer ten noordoosten van Malmö. De naam kwam van Råbelöv, een herenhuis langs de weg. De eigenaar van Råbelöv stelde zijn landgoed ter beschikking van de organisatie van de races.
Het circuit werd met de klok mee gereden en was 6,357 kilometer lang. Het liep vanaf de start eerst naar het noorden tot Skola en van daar af naar het noordoosten richting het huis Råbelöv. Dan boog het af naar het zuidoosten langs Fjålkestad tot aan Stenslid en dan weer naar het zuiden via Balsby, Fårarp en Nosaby tot aan Fredrikslund. Daarna ging het in westelijke richting langs Fredriksdal en Torsebro en weer naar het noorden richting start/finish. 

## Geschiedenis
Vanaf 1951 werden er op Råbelövsbanan wegraces gehouden. Van 1951 tot 1961 waren dit de "Skåneloppet"-races, genoemd naar de provincie Skåne. Deze races werden snel populair en kregen ook internationaal veel belangstelling waardoor ook buitenlandse topcoureurs deelnamen. Tijdens de Skåneloppet van 1956 verongelukte de Nederlander Lo Simons. 
De 1000 kilometer van Kristianstad van 1956 telde voor het sportwagen-wereldkampioenschap. 

### Wereldkampioenschap wegrace
Nadat er op het Hedemora TT Circuit een aantal ernstige ongelukken was gebeurd, werd de Grand Prix van Zweden voor motorfietsen naar de Råbelövsbanan verplaatst en in het seizoen 1959 en het seizoen 1961 daar verreden. In 1960 werd er geen Zweedse Grand Prix georganiseerd. Vanaf het seizoen 1962 werd de Zweedse Grand Prix vervangen door de Grand Prix van Finland.

## Resultaten van de WK-races op Råbelövsbanan
| Jaar | Klasse | 1e                            | 2e                          | 3e                          | Snelste ronde             |  |
| ---- | ------ | ----------------------------- | --------------------------- | --------------------------- | ------------------------- |  |
| 1959 | 125 cc | Tarquinio Provini (MV Agusta) | Carlo Ubbiali (MV Agusta)   | DDR Werner Musiol (MZ)      | Carlo Ubbiali (MV Agusta) |  |
| 1959 | 250 cc | Gary Hocking (MZ)             | Carlo Ubbiali (MV Agusta)   | Geoff Duke (Benelli)        | Gary Hocking (MZ)         |  |
| 1959 | 350 cc | John Surtees (MV Agusta)      | John Hartle (MV Agusta)     | Bob Brown (Norton)          | John Surtees (MV Agusta)  |  |
|      |        |                               |                             |                             |                           |  |
| 1961 | 125 cc | Luigi Taveri (Honda)          | Kunimitsu Takahashi (Honda) | Jim Redman (Honda)          | Luigi Taveri (Honda)      |  |
| 1961 | 250 cc | Mike Hailwood (Honda)         | Luigi Taveri (Honda)        | Kunimitsu Takahashi (Honda) | Jim Redman (Honda)        |  |
| 1961 | 350 cc | František Šťastný (Jawa)      | Gustav Havel (Jawa)         | Tommy Robb (AJS)            | Gary Hocking (MV Agusta)  |  |
| 1961 | 500 cc | Gary Hocking (MV Agusta)      | Mike Hailwood (MV Agusta)   | Frank Perris (Norton)       | Gary Hocking (MV Agusta)  |  |